# ベアトリクス・ド・クルトネー
ベアトリクス・ド・クルトネー（フランス語：Béatrix de Courtenay, ? - 1245年以降）は、名目上のエデッサ女伯。ヘンネベルク伯オットー・フォン・ボーテンラウベンの妃。

## 生涯
ベアトリクスはアニェス・ド・ミリーとエデッサ伯ジョスラン3世の長女である。父ジョスラン3世はシャステル・ヌフとトロンをドイツ騎士団に売却した。ベアトリクスの名はジョスラン3世の母親にちなんで名付けられた。
ベアトリクスは最初にウィリアム・ド・ヴァランス（ユーグ8世・ド・リュジニャンの息子）と婚約した。1208年までにベアトリクスはヘンネベルク伯オットーと結婚し、息子オットーとハインリヒを産んだ。
1220年、ベアトリクスとその夫オットーは、ガリラヤの領地をドイツ騎士団に売却した。
オットーとベアトリクスは1231年にフラウエンロートにシトー会修道院を創建し、2人は同修道院に埋葬された。